# Stinger (videogioco 1986)
Stinger (もえろツインビー シナモン博士を救え！?, Moero! Twinbee: Cinnamon hakasei wo sukue!) è un videogioco sparatutto a scorrimento del 1986 sviluppato e pubblicato da Konami per Nintendo Entertainment System. Originariamente distribuito in Giappone per Famicom Disk System, è il primo gioco della serie TwinBee ad essere distribuito in America del Nord. Il titolo è stato nuovamente pubblicato nel 1993 in Giappone su cartuccia, oltre ad essere distribuito su Wii e Wii U tramite Virtual Console.

## Modalità di gioco
Stinger è uno sparatutto che alterna livelli a scorrimento orizzontale e verticale. Nella versione originale la modalità multigiocatore prevedeva la possibilità di giocare fino a tre giocatori, ridotta a due nella conversione per Nintendo Entertainment System.